# Arie Smit (politicus)
Arie Smit (Ridderkerk, 1 mei 1845 - 's-Gravenhage, 10 mei 1935) was een Nederlands scheepsbouwer en politicus.
Hij kreeg zijn opleiding in het familiebedrijf van zijn grootvader Fop Smit en vader Jan Smit. In 1873 zag hij de mogelijkheden van de terreinen van het voormalige Marine Etablissement in Vlissingen, verkreeg het terrein in erfpacht en vestigde hier in 1875 de scheepswerf en machinefabriek Koninklijke Maatschappij De Schelde (KMS). Van 1875 tot en met 1925 was hij president-commissaris van het bedrijf.
In Zeeland bekleedde hij enkele bestuurlijke functies, zoals burgemeester van Vlissingen (1879-1888) en Statenlid (1882-1886). In 1886 koos het district Middelburg hem tot lid van de Tweede Kamer voor de liberalen. Hij was een deskundig, maar weinig opvallend Kamerlid, dat vooral sprak over marine-aangelegenheden. Na in 1888 niet herkozen te zijn, keerde hij in 1891 terug als Kamerlid voor het district Ridderkerk. Hij bleef dat tot en met 1897. Van 1905 tot en met 1912 was hij lid van de gemeenteraad van Den Haag en lid van Provinciale Staten van Zuid-Holland. In 1907 werd hij werd benoemd tot Ridder in de Orde van de Nederlandse Leeuw.
In 2009 werd een nieuwe reddingsboot van de Reddingsbrigade in Vlissingen naar hem genoemd.
- Biografisch Portaal: 38167444
- Parlement.com: vg09ll8ywcz6